# 武汉大学动力与机械学院
武汉大学动力与机械学院是武汉大学的一个学院，位于工学部，始建于1959年。

## 历史
- 1933年国立武汉大学设立机械工程系。
- 1953年 武汉大学工学院机械系从武汉大学分离，组建华中工学院。
- 1954年 武汉大学水利学院从武汉大学分离，成立武汉水利学院。
- 1958年 武汉水利学院更名武汉水利电力学院,1959年武汉水利电力学院开设水电站动力装置专业。
- 1978年电厂热自和电厂化学系与水电站动力设备系合并为动力系。
- 1996年武汉水利电力大学以机械工程系、热能动力工程系、水能动力工程系为基础组建动力与机械工程学院。
- 2000年，新武汉大学成立，武汉水利电力大学动力与机械工程学院、武汉测绘科技大学机械学科合并组建成为武汉大学动力与机械学院。新的学院下设动力工程系、机械工程系、自动化系、材料工程系。[2]
- 2017年，自动化系调出，和电气工程学院合并组建电气工程与自动化学院。

## 本科
- 金属材料工程专业
- 机械设计制造及其自动化专业
- 材料成型及控制工程专业
- 核工程与核技术专业
- 能源动力系统及自动化专业
- 自动化专业
- 能源化学工程专业（原水质科学与技术专业）[3]

## 研究生
- 一级博士
  - 机械工程
  - 材料科学与工程
  - 动力工程及工程热物理
- 一级硕士
  - 机械工程
  - 材料科学与工程
  - 动力工程及工程热物理
  - 控制科学与工程
- 二级博士
  - 机械电子工程
  - 机械设计及理论
  - 材料学
  - 材料加工工程
  - 热能工程
  - 流体机械及工程
  - 电力建设与运营
- 二级硕士
  - 机械制造及其自动化
  - 机械电子工程
  - 机械设计及理论
  - 车辆工程
  - 材料学
  - 材料加工工程
  - 热能工程
  - 动力机械及工程
  - 流体机械及工程
  - 核能发电工程
  - 控制理论与控制工程
  - 化学工艺
  - 应用化学
  - 水利水电工程
- 专业硕士
  - 机械工程
  - 动力工程
  - 控制工程
  - 工业工程
  - 工程管理
- 博士后
  - 动力工程及工程热物理[3]

## 知名校友
- 黄孝宗，1942年毕业于国立武汉大学工学院机械系，美国NASA阿波罗登月计划火箭推进系统总工程师
- 文圣常，1944年毕业于国立武汉大学工学院机械系，物理海洋学家，中国海洋大学校长，中国科学院院士
- 赵耀东，1940年毕业于国立武汉大学机械系，中华民国经济部部长、经济建设委员会主任委员
- 崔崑，1948年毕业于国立武汉大学机械系，金属材料专家，中国工程院院士
- 张嗣瀛，1948年毕业于国立武汉大学机械系，自动控制专家，中国工程院院士
- 杨叔子, 1952年考入武汉大学机械系，机械工程专家和教育家，中国科学院院士，华中理工大学校长
- 黄树槐, 1952年毕业于武汉大学机械系，机械工程专家，材料加工专家和教育家，1984年至1993年，任华中工学院院长、华中理工大学校长
- 史绍熙，1944年至1945年任武汉大学工学院机械系讲师，内燃机学家，中国科学院院士，天津大学校长
- 李晓红, 武汉大学前任校长，矿业工程专家，2010年至今担任武汉大学动力与机械学院教授，中国工程院院士
- 谢家麟，1942年-1943年就读于武汉大学工学院机械系，加速器物理学家，中国科学院院士
- 庄国绅，1944年毕业于武汉大学机械系，中国两弹一星一飞船功勋专家,太原重型机器厂总工程师，专门负责中国火箭发射塔架的设计和制造
- 马骥,1943年毕业于武汉大学工学院机械系,中国农业机械专家，研究员级高级工程师。中国多种大型农业机械的总设计师和研制者。